# Hermann Stillmark
Peter Hermann Stillmark (* 22. Juli 1860 in Pensa; † 23. Juni 1923 in Pernau) war ein deutsch-baltischer Pharmakologe. Stillmark gilt als Verfasser einer ersten wissenschaftlichen Arbeit über Rizin. Seine Doktorarbeit verfasste er bei seinem Doktorvater Rudolf Kobert, Professor der Pharmakologie, Diätetik und Geschichte der Medizin an der Kaiserlichen Universität Dorpat.
Stillmark besuchte die Domschule in Riga. In Dorpat war er Mitglied der Studentenverbindung Baltische Corporation Estonia Dorpat.

## Werke
- Über Ricin, ein giftiges Ferment aus den Samen von Ricinus comm. L. und einigen anderen Euphorbiaceen, Dorpat, 1888.